# Håssjön, Västergötland
Håssjön är en sjö i Marks kommun i Västergötland och ingår i Ätrans huvudavrinningsområde.